# China in Her Eyes
 «China In Her Eyes» — первый сингл немецкой группы Modern Talking с альбома Year of the Dragon, выпущенный 31 января 2000 года. В песне отчётливо прослеживается китайская тематика, а сам клип к песне был снят в Китае.

## Запись сингла
Запись клипа к синглу проходила в Китае. Песня представляет собой очень яркую, динамичную, танцевальную композицию. В работе над синглом принимал участие рэпер Eric Singleton. Версия песни с его рэп-куплетами вместо вокала Томаса Андерса на сингле является основной. На эту же версию был сделан удлинённый ремикс.

## Чарты
| Чарты (2000)                | Позиция в чартах |
| --------------------------- | ---------------- |
| Австрия (Ö3 Austria Top 40) | 22               |
| Германия (GfK)              | 8                |
| Spain (AFYVE)               | 6                |
| Швеция (Sverigetopplistan)  | 26               |

## Список треков
CD-Maxi Hansa 74321 72297 2 (BMG) / EAN 0743217229726 31.01.2000
1. «China In Her Eyes» (Video Version) — 3:09
2. «China In Her Eyes» (Vocal Version) — 3:46
3. «China In Her Eyes» (Extended Video Version) — 4:49
4. «China In Her Eyes» (Remix) — 4:25